# Neophocaena asiaeorientalis
A Neophocaena asiaeorientalis az emlősök (Mammalia) osztályának párosujjú patások (Artiodactyla) rendjébe, ezen belül a disznódelfinfélék (Phocoenidae) családjába tartozó faj.
Ezt az állatot korábban a rücskösfarkú disznódelfin (Neophocaena phocaenoides) alfajának vélték, Neophocaena phocaenoides asiaeorientalis név alatt.

## Előfordulása
A Neophocaena asiaeorientalis előfordulási területe a kínai Jangce folyó nyugati részén, a Kelet-kínai-tengerben, a Sárga-tengerben és Japán környékén található meg. Legdélebben a Vietnám és Tajvan közé eső térségben lelhető fel.

## Alfajai
- Neophocaena asiaeorientalis asiaeorientalis - kizárólag édesvízi
- Neophocaena asiaeorientalis sunameri - a sós vízben és folyótorkolatokban él

## Megjelenése
A legnagyobb egyedek elérhetik a 227 centiméteres hosszt és a 72 kilogrammos tömeget, azonban általában ennél jóval kisebbek; 155 centiméteresek és 30-45 kilogrammosak. Nincs igazi hátúszója, hanem egy vékony megkeményedett bőrsor. Állkapcsaiban 15-20 darab fog ül. 58-65 csigolyája van. A farokúszója a testéhez képest elég nagy, akár a testhossz 20%-a is lehet. A felnőtt egyszínű szürke, azonban egyes példánynál világos folt lehet a szemek környékén, vagy sötét folt a farokúszók előtt. A sósvízi újszülött fekete színű, szürke sávval az állhátúszó környékén, de teljesen szürke lesz 6 hónapos korára; míg az édesvízi újszülött világos krémes-szürke színű, de idővel sötétebbé válik.

## Életmódja
Tápláléka kisebb csontos halak és kis rákok.

## Szaporodása
Az ivarérettséget 6 éves korában éri el. A vemhesség egy évet tart és ennek végén csak 1 borjú születik, amely több mint 6 hónapig szopik.

## Veszélyeztetettsége és védelme
A Neophocaena asiaeorientalis számára, főleg az édesvízi alfaj számára a legfőbb veszélyforrások a vizek szennyezése, az élőhelyek elvesztése és a halászhálókba való gabalyodás; továbbá a delfináriumok számára való befogása. Újabban a kínai kormány elhatározta, hogy a tőle telhető legnagyobb védelmet biztosít e faj számára, az úgynevezett National First Grade Key Protected Wild Animal program keretén belül. Továbbá egyes helyeken, ilyen Japán, elkezdődött a tenyésztése.

## Fordítás
- Ez a szócikk részben vagy egészben  a   Narrow-ridged finless porpoise című angol Wikipédia-szócikk ezen változatának fordításán alapul.  Az eredeti cikk szerkesztőit annak laptörténete sorolja fel. Ez a jelzés csupán a megfogalmazás eredetét és a szerzői jogokat jelzi, nem szolgál a cikkben szereplő információk forrásmegjelöléseként.